# Emanuele Gaetani Liseo
Emanuele Gaetani Liseo (Palermo, 22 de noviembre de 1996) es un deportista italiano que compite en remo. Ganó una medalla de bronce en el Campeonato Europeo de Remo de 2022, en la prueba de ocho con timonel.

## Palmarés internacional
| Campeonato Europeo | Campeonato Europeo | Campeonato Europeo | Campeonato Europeo |
| Año                | Lugar              | Medalla            | Prueba             |
| ------------------ | ------------------ | ------------------ | ------------------ |
| 2022               | Múnich (Alemania)  | Medalla de bronce  | Ocho con timonel   |